# Playin' to Win
| Recensione | Giudizio |
| ---------- | -------- |
| AllMusic   |          |

Playin' to Win è un album degli Outlaws, pubblicato dalla Arista Records nel 1978. Il disco fu registrato allo Studio One di Doraville, Atlanta, Georgia (Stati Uniti).

## Tracce
Lato A
1. Take It Anyway You Want It – 3:15 (Billy Jones, Hughie Thomasson)
2. Cry Some More – 3:40 (Hughie Thomasson, Billy Jones)
3. You Are the Show – 4:58 (Hughie Thomasson)
4. You Can Have It – 3:04 (Harvey Dalton Arnold)
5. If Dreams Came True – 2:48 (Billy Jones, Robert John Mutt Lange)

Lato B
1. Real Good Feelin' – 4:30 (Billy Jones)
2. Love at First Sight – 4:09 (Hughie Thomasson)
3. Falling Rain – 2:45 (Freddie Salem)
4. Dirty City – 5:27 (Iain Sutherland)

## Formazione
- Billy Jones - chitarra elettrica solista, chitarra acustica, voce
- Hughie Thomasson - chitarra elettrica solista, chitarra pedal steel, chitarra acustica, banjo, voce
- Monte Yoho - batteria, percussioni
- Harvey Dalton Arnold - basso, voce
- David Six - batteria, congas, percussioni
- Freddie Salem - chitarra solista, chitarra slide, voce
- Mike Duke - tastiere[1][4]